# Be Still My Beating Heart
Be Still My Beating Heart è una canzone di Sting, estratta come secondo singolo dal suo secondo album solista, ...Nothing Like the Sun del 1987. Il singolo è stato pubblicato solamente in Giappone, Sudafrica, Australia, Canada e Stati Uniti. La versione del singolo differisce da quella dell'album in quanto presenta una durata più ridotta.
La canzone ha ottenuto un buon successo negli Stati Uniti, raggiungendo la quindicesima posizione della Billboard Hot 100 e il secondo posto della Mainstream Rock Songs. È stata inoltre nominata ai Grammy Awards del 1989 nelle categorie Canzone dell'anno e Miglior interpretazione vocale maschile, senza tuttavia trionfare in nessuna delle due.
Le parti di chitarra sono state eseguite da Andy Summers, ex-compagno di Sting nei Police. Il pezzo è stato inserito nell'edizione statunitense della raccolta Fields of Gold: The Best of Sting 1984-1994.

## Video musicale
Il video musicale della canzone è stato diretto da Candace Reckinger e suo marito Michael Patterson. Il video presenta un taglio molto fotografico, con la presenza di diversi effetti slow motion.

## Classifiche
| Classifica (1987/88)          | Posizione massima |
| ----------------------------- | ----------------- |
| Canada                        | 22                |
| Stati Uniti                   | 15                |
| Stati Uniti (mainstream rock) | 2                 |